# Дечак из Јунковца
Дечак из Јунковца је документарни филм Дејана Зечевића из 1995. године о лику и делу Радомира Белаћевића.

## Кратак садржај
Филм почиње тако што Дејан добија идеју да сними филм о Радомиру Белаћевићу. Прво одлази у Јунковац где га не затиче, али га после извесног времена налази. Прави се аудиција за филм „Дечак из Јунковца“, пуна комичних сцена.

## Улоге
| Глумац              | Улога |
| ------------------- | ----- |
| Радомир Белаћевић   |       |
| Нађа Бобић          |       |
| Марко Дабовић       |       |
| Миодраг Никодијевић |       |
| Мирослав Михаиловић |       |